# Chaumontel
Chaumontel egy község Franciaországban. Lakosainak száma 3340 fő (2022. január 1.).

## Földrajza
Chaumontel Luzarches és Coye-la-Forêt községekkel határos.